# 扎波洛提尼韃靼人
扎波洛提尼韃靼人，是西伯利亞韃靼人的分支，分布於俄羅斯秋明州西北的托博爾斯克區，人口1800人。

## 起源
他們是薩莫耶德人和西西伯利亞烏戈爾語支民族的後裔，說西伯利亞韃靼語和信仰遜尼派伊斯蘭教。
他們傳統居住地區是托博爾斯克。